# Sergi Gómez
Sergi Gómez Sola (* 28. März 1992 in Arenys de Mar, Provinz Barcelona) ist ein spanischer Fußballspieler, der bei Espanyol Barcelona unter Vertrag steht.

## Karriere

### Vereine
Sergi Gómez wechselte im Alter von 14 Jahren von CE Mataró zur La Masia, der Jugendakademie des FC Barcelona. Innerhalb von vier Jahren gewann Gómez mit verschiedenen Jugendmannschaft Barcelonas die Meisterschaft. So gewann er 2009 mit der A-Jugend Barcelonas die Liga de División de Honor, wo man sich ein hartes Duell mit dem Lokalrivalen Espanyol lieferte, bei dem sein heutiger Mannschaftskamerad Cristian Tello spielte. 2010 wurde er erstmals in der B-Mannschaft, die zu dieser Zeit in der Segunda División B spielte, eingesetzt. Mit Barça B schaffte er am Ende dieser Saison den Aufstieg in die Segunda División, nachdem er mit dem Team die Play-Offs erfolgreich bewältigte. In den Play-Offs spielte er jede Minute und ersetzte den verletzten Andreu Fontàs.
Ende Juni 2010 verlängerte Gómez gemeinsam mit seinem langjährigen Teamkollegen Sergi Roberto, mit dem er seit 2006 in einer Mannschaft spielt, seinen Vertrag bis 2012.
Im August 2010 lief er zum ersten Mal für die erste Mannschaft auf. Beim spanischen Superpokalhinspiel gegen den FC Sevilla (1:3) spielte er über die volle Spieldauer auf der Innenverteidigerposition an der Seite von Gabriel Milito. In der Saison 2010/11 war er Stammspieler in der A-Jugend des FC Barcelona, die am Saisonende die Copa de Campeones durch ein 3:1-Erfolg über Real Madrid gewann.
2014 wechselte Gómez zu Celta Vigo. Vier Jahre später zum Ligakonkurrenten FC Sevilla. In Sevilla blieb der Spanier drei Jahre, in denen er 54 Ligaspiele absolvierte, bevor er sich im Juli 2021 Espanyol Barcelona anschloss.

### Nationalmannschaft
Sergi Gómez wird auch in den spanischen Jugendnationalmannschaften eingesetzt. 2009 nahm er mit Spaniens U-17 an der EM in Deutschland teil. Das als Titelverteidiger gestartete Spanien schied nach drei torlosen Unentschieden bereits in der Gruppenphase aus. Gómez wirkte dabei bei allen drei Spielen über 90 Minuten mit.

## Erfolge
- Aufstieg in die Segunda División: 2010
- Supercopa de España: 2010
- Champions-League-Sieger: 2011
- UEFA Super Cup: 2011